# Liste der Kulturdenkmäler in Bosenbach
In der Liste der Kulturdenkmäler in Bosenbach sind alle Kulturdenkmäler der rheinland-pfälzischen Ortsgemeinde Bosenbach einschließlich des Ortsteils Friedelhausen aufgeführt. Grundlage ist die Denkmalliste des Landes Rheinland-Pfalz (Stand: 6. September 2022).

## Einzeldenkmäler
| Bezeichnung            | Lage                                            | Baujahr | Beschreibung | Bild                           |
| ---------------------- | ----------------------------------------------- | ------- | --- | ------------------------------ |
| Ofenstein              | Bosenbach, Eckstraße, an Nr. 3 Lage             | 1801    | reich dekorierter Ofenstein, bezeichnet 1801 | BW                             |
| Pfarrhaus              | Bosenbach, Hauptstraße 5 Lage                   | 1830/31 | ehemaliges protestantisches Pfarrhaus; sandsteingegliederter Krüppelwalmdachbau, 1830/31, Architekt Heinrich Ernst, Kaiserslautern; Scheune 1820/21            | Fotos hochladen                |
| Protestantische Kirche | Bosenbach, Hauptstraße 23 Lage                  | 1802    | nachbarocker Saalbau mit Dachreiter, bezeichnet 1802; Glocken: 1474 von Johann Otto, Kaiserslautern, 1746 von Christoph Klein, Schwarzenacker; mit Ausstattung | Fotos hochladen                |
| Turm der Wolfskirche   | Bosenbach, westlich des Ortes an der L 370 Lage | um 1310 | ehemaliger Ostchorturm, um 1310, Gelbsandstein, Fundament römisches Mauerwerk; Ausmalung um 1330/40, römische Skulpturengruppe                                 | weitere Bilder Fotos hochladen |
| Alte Brücke            | Friedelhausen, Im Brühl Lage                    | 1764    | einbogige Bruchsteinbrücke, 1764 | Fotos hochladen                |